# 薬師寺八幡宮

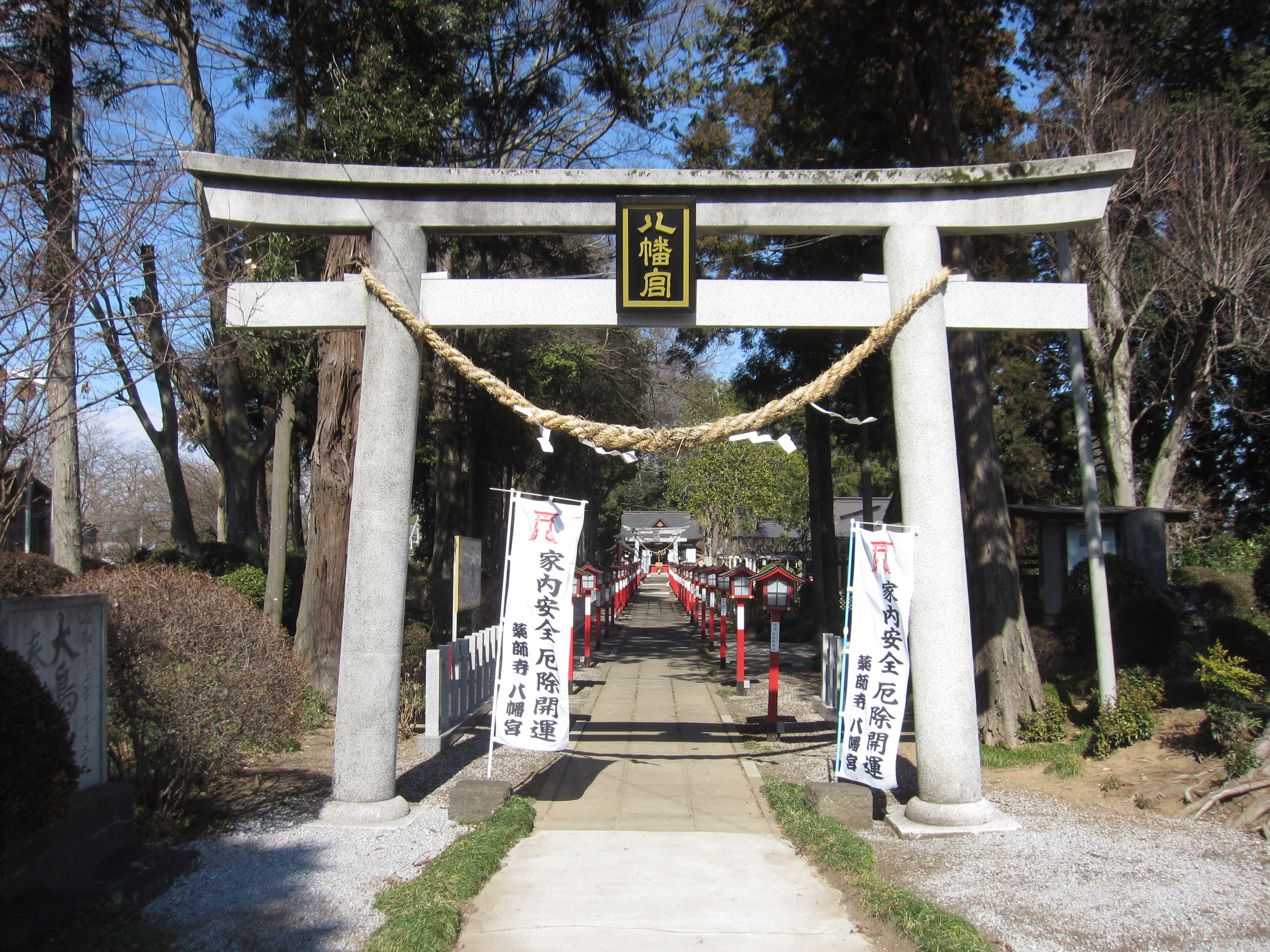
鳥居

薬師寺八幡宮（やくしじはちまんぐう）は、栃木県下野市薬師寺にある神社。旧社格は村社。神紋は「菊」。別称として「薬師寺郷鎮守八幡宮」とも。

## 祭神
- 誉田別命（ほんだわけのみこと）
- 玉依比売命（たまよりひめのみこと）
- 息長帯比売命（おきながたらしひめのみこと）

## 歴史
下野薬師寺跡に隣接して鎮座する。下野薬師寺は古くより朝廷から重要視されていた寺であり、当社はその鎮守としての役割を担ったとされる。社伝によれば、貞観17年（875年）に清和天皇の勅定により京都・石清水八幡宮から勧請されたのが創祀という。一説には、下野薬師寺の鎮守神として天平勝宝元年（749年）に大分・宇佐神宮から勧請されたのが創祀ともいう。
天喜4年（1056年）には源頼義が前九年の役の進軍途上に当地で合戦となり、社殿は焼失したと伝えている。頼義と子・義家は、その帰路で当社に寄り、鉄弓・鏑矢（社宝）を奉納し、ケヤキ（市天然記念物）を手植えしたという。
江戸時代には、領主・佐竹義宣の援助で本殿・拝殿が再建された。

## 境内
本殿と拝殿は、寛文2年（1662年）に領主・佐竹義宣の援助で造営されたもので、栃木県の文化財に指定されている。

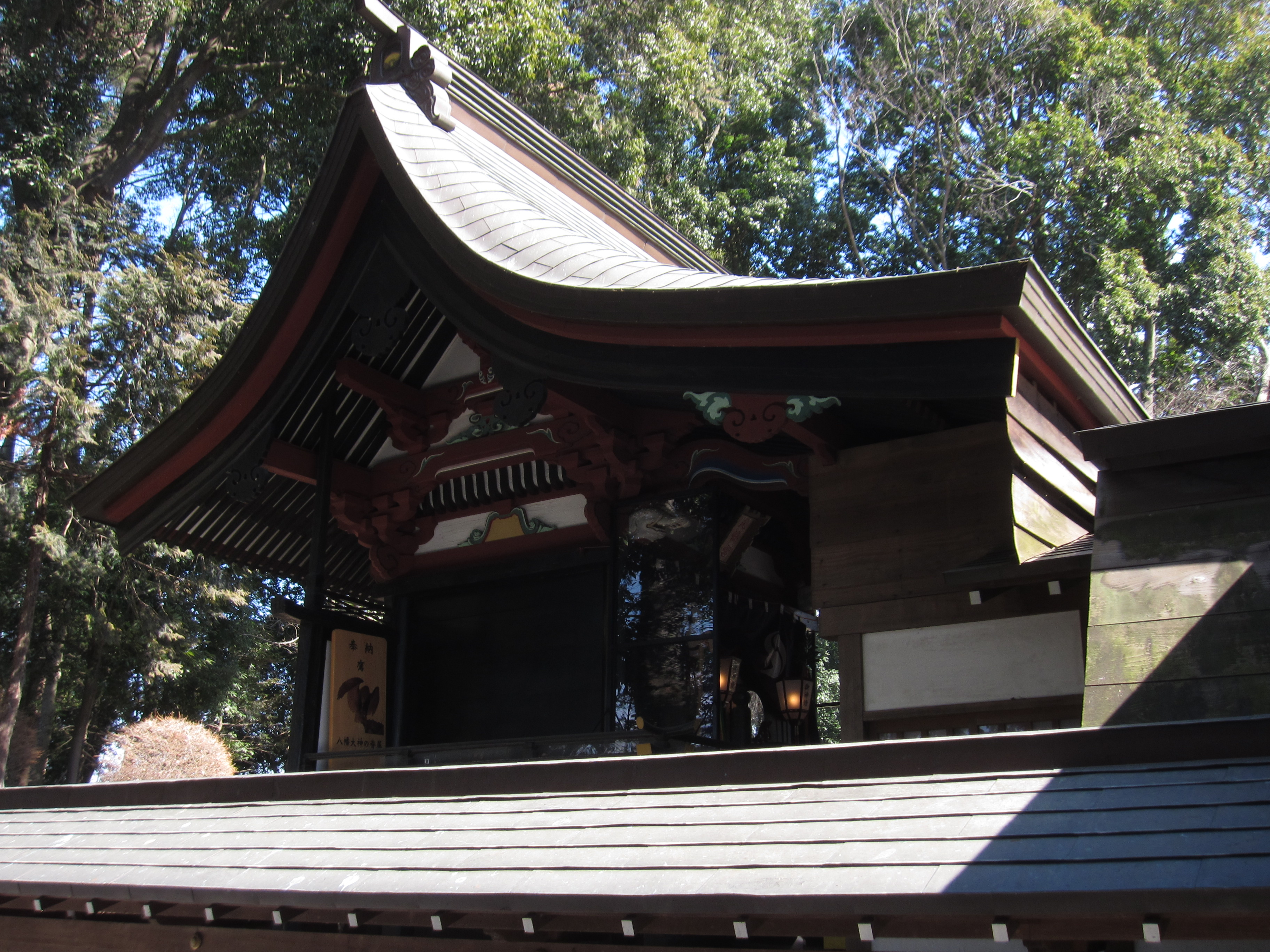
本殿（県指定文化財）
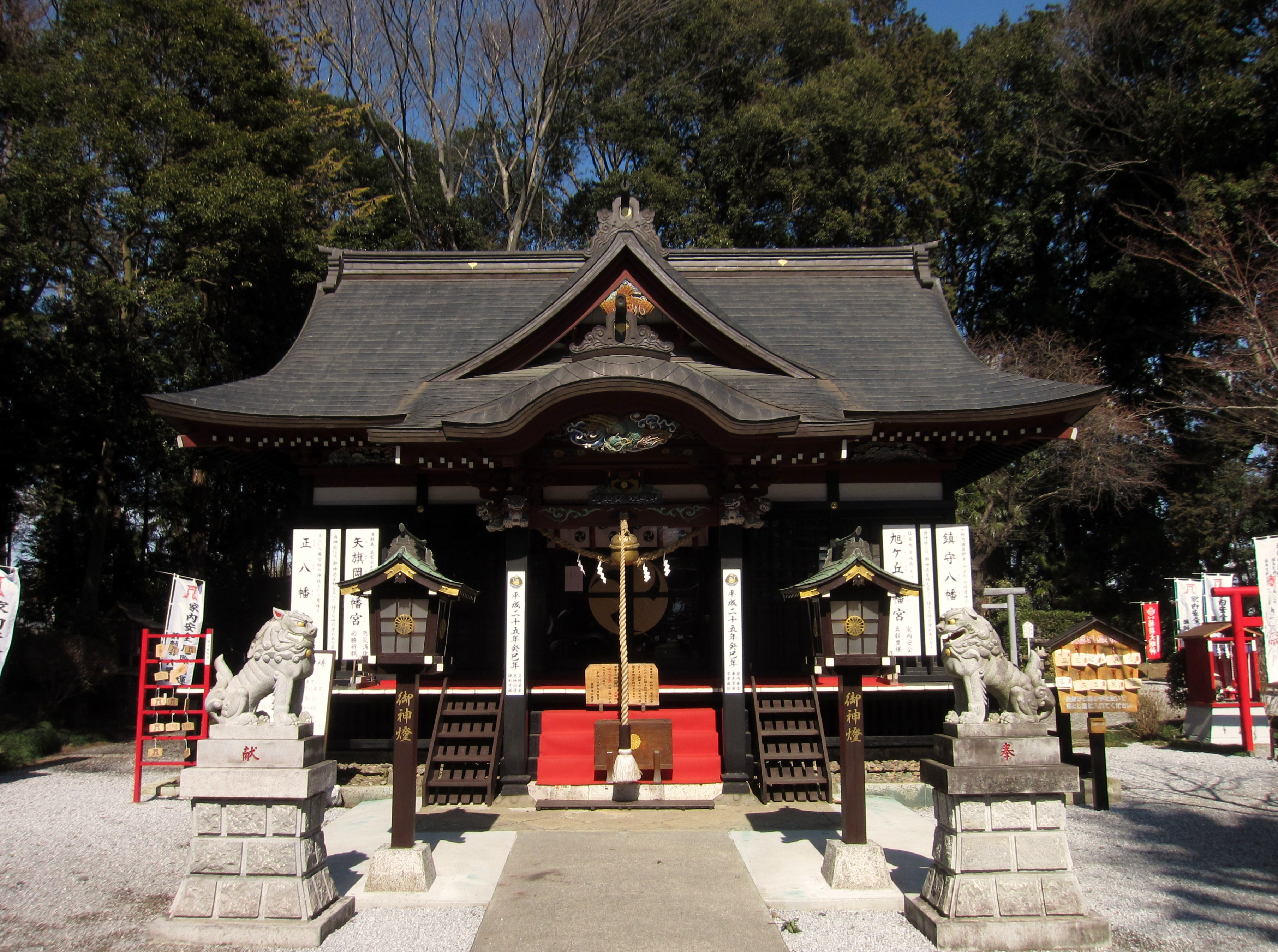
拝殿（県指定文化財）
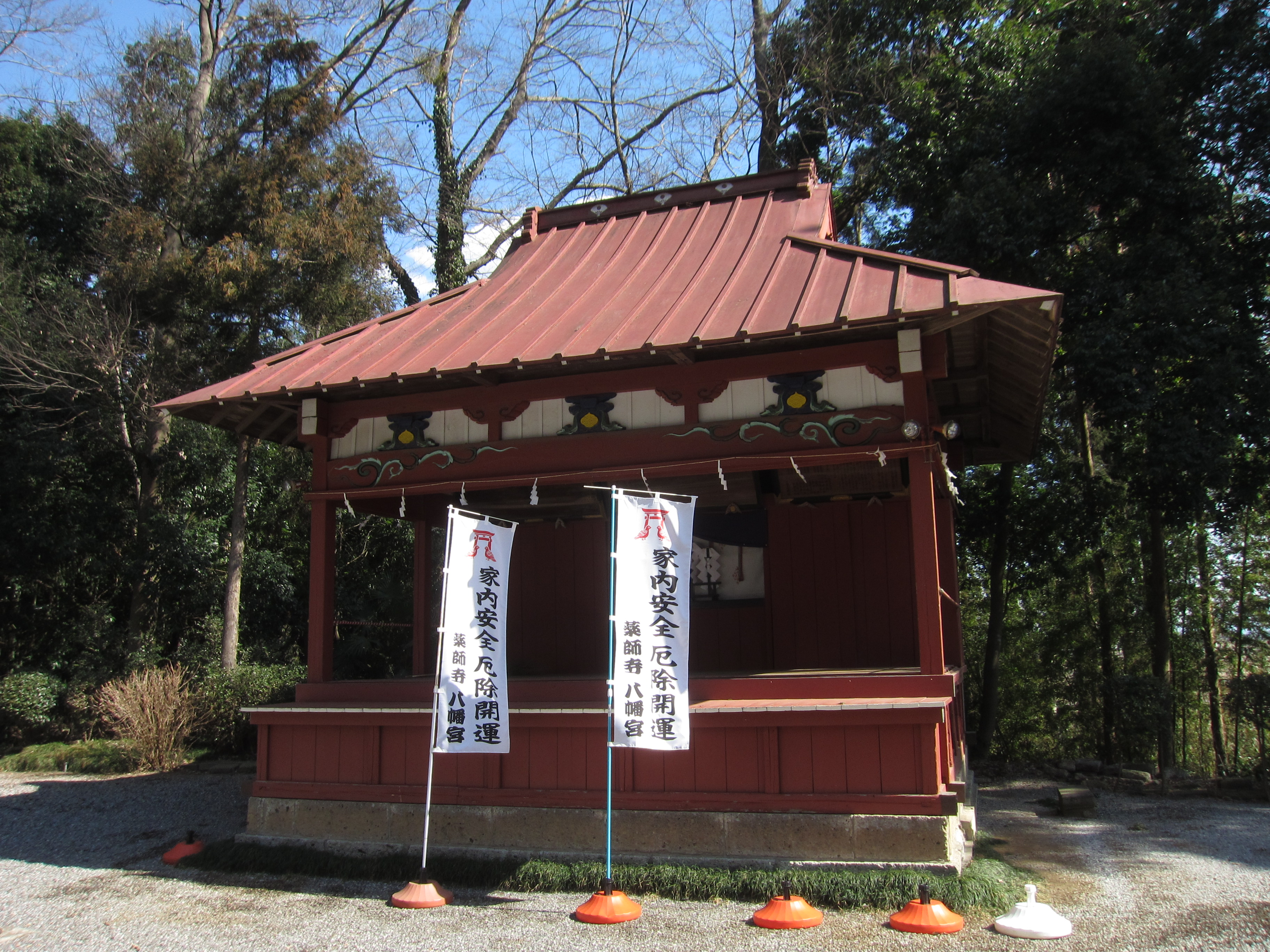
神楽殿
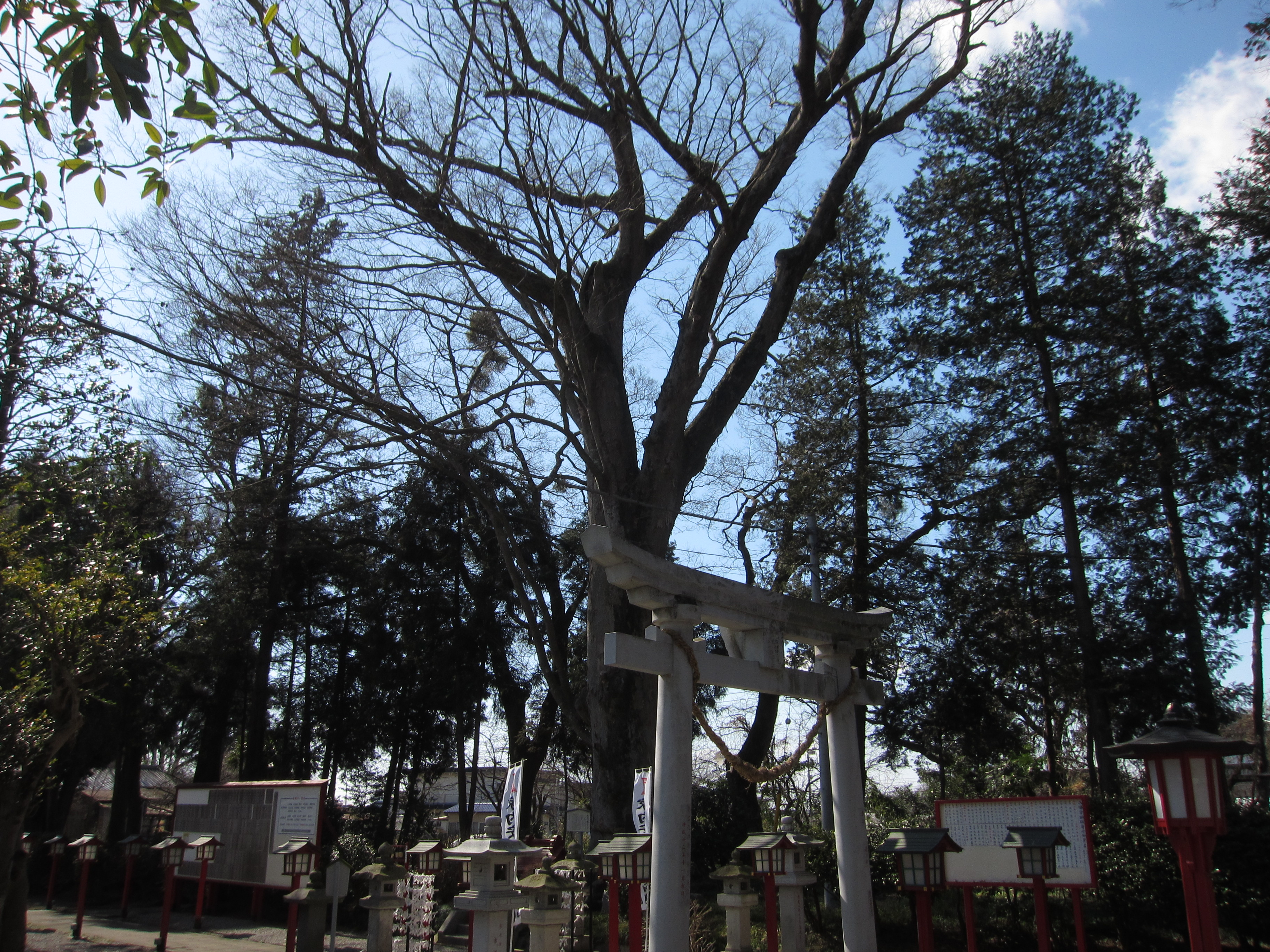
ケヤキ（市天然記念物） 源頼義の手植えと伝える。

## 摂末社

### 別宮

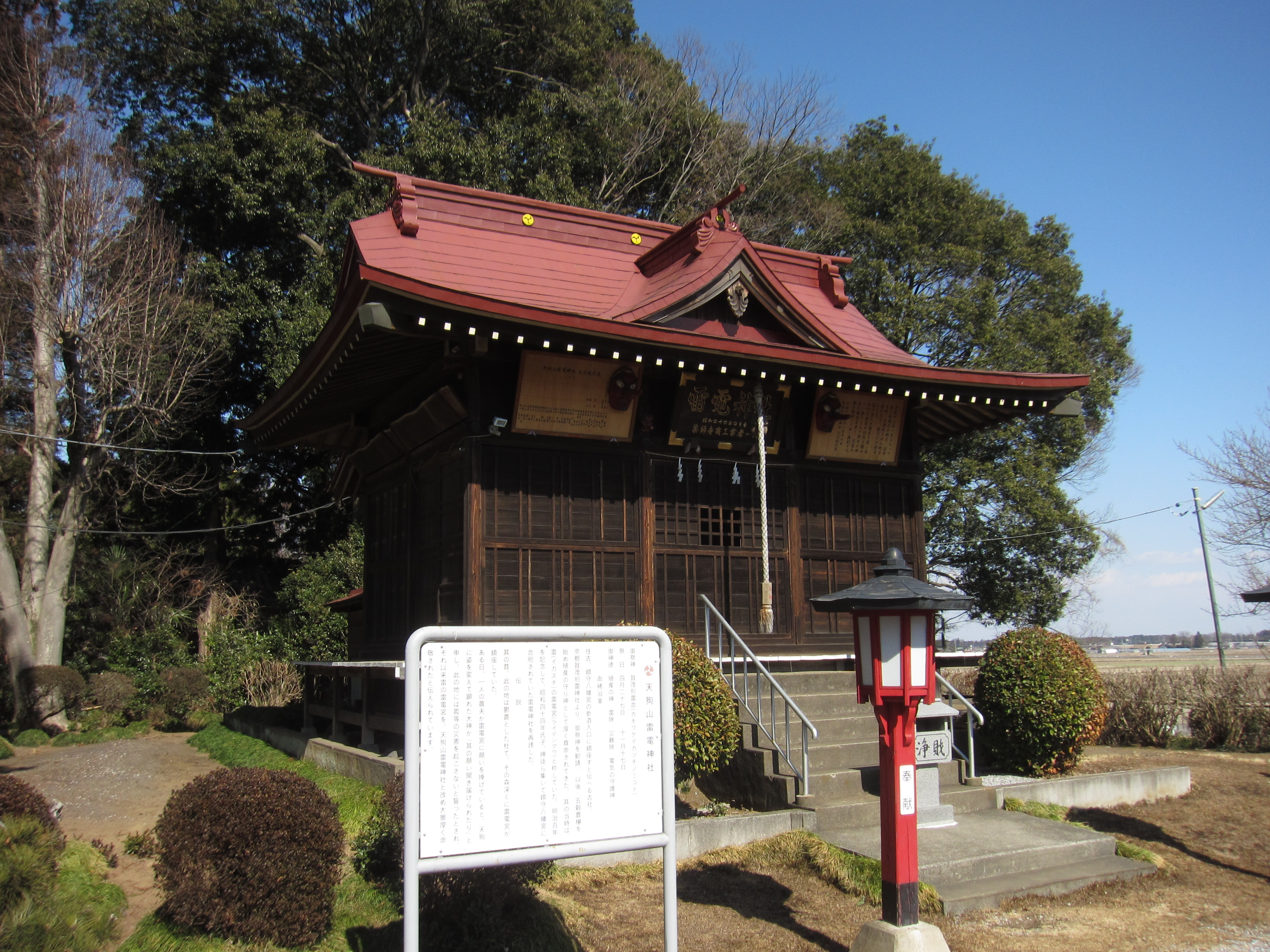
天狗山雷電神社

- 天狗山雷電神社
  - 鎮座地：本社入り口（北緯36度23分59.81秒 東経139度52分41.47秒 / 北緯36.3999472度 東経139.8781861度）
  - 祭神：賀茂別雷大神 - 賀茂別雷神社（上賀茂神社）からの勧請という。
  - 祭日：4月27日・11月17日

古くより本社の入り口に鎮座すると伝える。

### 摂社
以下一社は境外摂社。
- 八坂神社
  - 鎮座地：本社西方（北緯36度23分56.98秒 東経139度52分34.65秒 / 北緯36.3991611度 東経139.8762917度）
  - 境内社：秋葉神社

### 末社
いずれも境内末社。
- 五条天満宮、祖霊社、千勝神社、猿田彦神社、金精様

## 祭事
- 新年祈願祭 （1月1日）
- 節分祈願祭 （2月3日）
- 祈年祭 （2月11日）
- 別宮天狗山雷電神社祭 （4月27日）
- 摂社八坂神社祇園祭（神輿渡御） （7月第2土曜-第3日曜）
- 茅の輪くぐり神事、千灯万灯祭 （7月31日）
- 例大祭 （11月2日）
  - 太々神楽及びガラ撒き （11月3日）
- 新嘗祭 （11月24日）
- 古神札焼納祭 （12月31日）

## 文化財

### 栃木県指定文化財
- 有形文化財
  - 本殿及び拝殿（建造物） - 平成10年（1998年）1月16日指定[2][3]。

### 下野市指定文化財
- 有形文化財
  - 大絵馬 熊谷次郎直実と平敦盛の図（絵画） - 昭和63年（1988年）2月18日指定[4]。
- 天然記念物
  - 薬師寺八幡宮のケヤキ - 平成2年（1990年）3月13日指定[5]。

## 現地情報
所在地
- 栃木県下野市薬師寺1509

交通アクセス
- 東日本旅客鉄道（JR東日本）宇都宮線（東北本線） 自治医大駅 （徒歩約30分） - 約2.5km。
- 東日本旅客鉄道（JR東日本）宇都宮線（東北本線） 小金井駅 - 約5.0km。レンタサイクル可能。

周辺
- 下野薬師寺跡
  - 下野薬師寺歴史館
- 安国寺 - 下野薬師寺後継寺院。
- 龍興寺 - 下野薬師寺別院。